# Revolte van 31 januari 1891

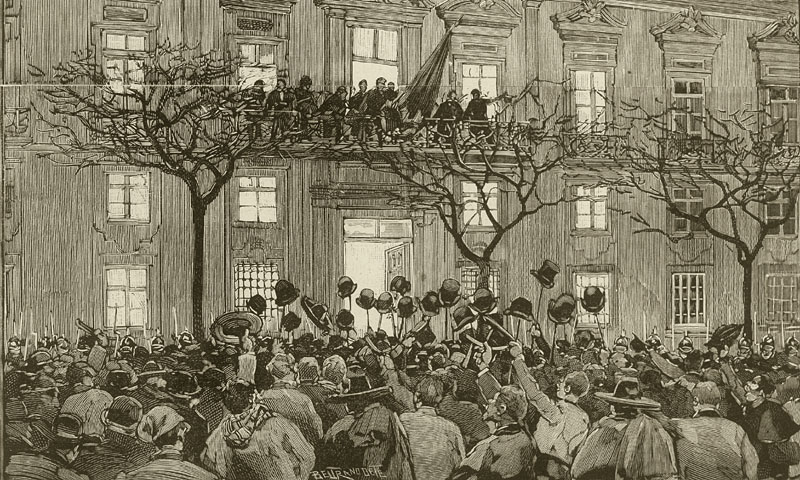
Afkondiging van de republiek door Augusto Alves da Veiga.

De Revolte van 31 januari 1891 was een mislukte poging om de monarchie in Portugal omver te werpen en de republiek te installeren.

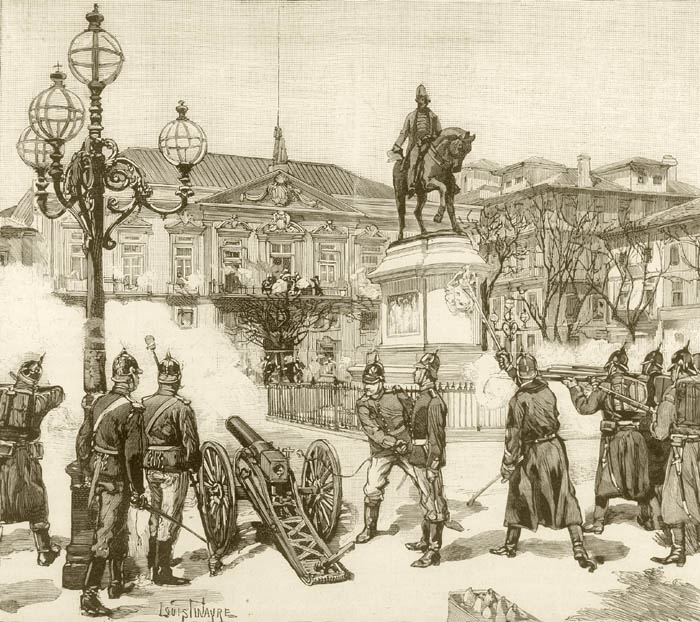
Onderdrukking van de opstand door de Burgerwacht.

Op 31 januari 1891 vond er in Porto een militaire opstand plaats tegen de constitutionele monarchie. De opstandelingen die dag wisten het stadhuis in te nemen. Vanop het balkon kondigde de republikeinse politicus en journalist Augusto Alves da Veiga de republiek af. Op dat moment hees men er ook de rood-groene Portugese vlag.

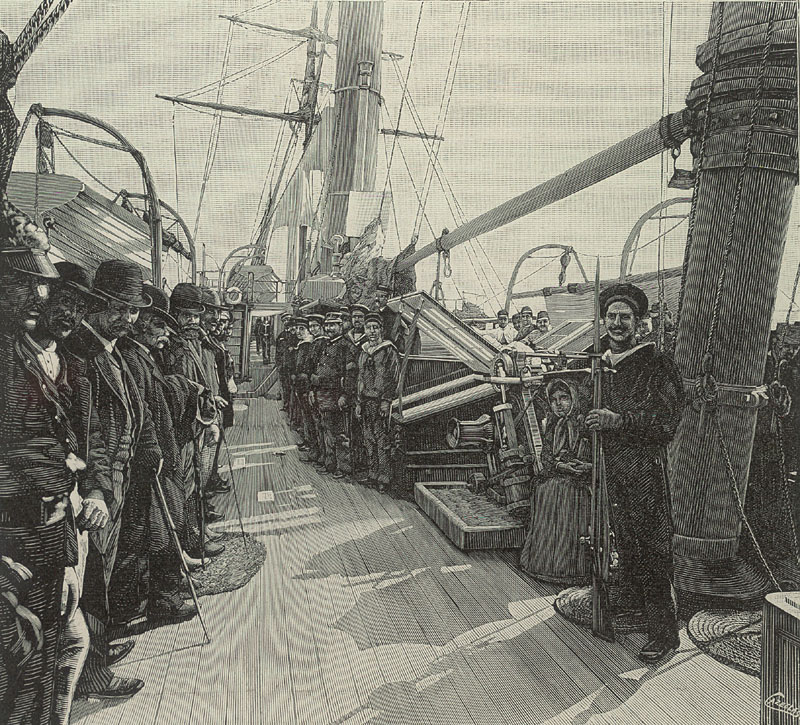
Veroordeelde opstandelingen onderweg naar Afrika.

Enige tijd later werd deze opstand evenwel met geweld onderdrukt door de Burgerwacht, die trouw bleef aan de monarchie. Hierbij vielen 12 doden en 40 gewonden. 250 opstandelingen werden nadien veroordeeld tot straffen die varieerden tussen 18 maanden tot 15 jaar verbanning naar Afrika.
Het strijdlied van de opstandelingen was A Portuguesa, een patriottisch lied dat in 1890 was ontstaan als reactie op het Brits ultimatum van 1890 en in het heden het Portugese volkslied. A Portuguesa werd na de revolte van januari 1891 verboden.